# (177) Irma
Irma és el nom que rep l'Asteroide número 177 del cinturó d'asteroides. Fou descobert pels germans astrònoms Paul i Prosper Henry el 5 de novembre del 1877 des de l'observatori de París (França).